# اورتو-سای
اورتو-سای (به لاتین: Orto-Say) یک منطقهٔ مسکونی در قرقیزستان است که در بیشکک واقع شده‌است. اورتو-سای ۴٬۱۱۱ نفر جمعیت دارد.